# Bipe de censura
Um bipe de censura é a substituição de palavrões ou informações classificadas por um som de bipe (geralmente um tom de 1000 Hzⓘ) na televisão e no rádio. É utilizado principalmente no Reino Unido ,  Canadá ,  Estados Unidos,  Austrália, Nova Zelândia, Hong Kong e Japão O bipe tem sido usado por muitos anos como um meio de censurar programas de TV e rádio para remover conteúdo não considerado adequado para visualização "familiar", "diurna", "transmissão" ou "internacional", bem como informações confidenciais para segurança. O censor bleep é um módulo de software, operado manualmente por um técnico de transmissão . Um bleep às vezes é acompanhado por uma pixelização de desfoque digital ou caixa sobre a boca do falante nos casos em que a fala removida ainda pode ser facilmente compreendida ou não compreendida pela leitura labial

## Regulamentos

### Publicidade no Reino Unido
De acordo com as diretrizes da Ofcom, comerciais de televisão e rádio não podem usar bipes para ocultar palavrões, de acordo com as diretrizes do BACC/CAP . No entanto, isso não se aplica a trailers de programas ou anúncios de cinema, e "foda-se" é censurado em dois anúncios de cinema do programa Capital FM de Johnny Vaughan e no anúncio de cinema do DVD da quinta temporada de Family Guy .
 Um anúncio da seguradora Esure lançado em outubro de 2007 usa o sinal sonoro de censura, bem como uma estrela preta colocada sobre a boca do locutor, para ocultar o nome de uma empresa concorrente que o locutor disse que costumava usar.
 O anúncio do Comedy Central para South Park: Bigger, Longer & Uncut tinha uma versão de "Kyle's Mom's a Bitch" onde vulgaridades foram censuradas, embora o filme em si não tenha sofrido censura e tenha recebido uma classificação 15, apesar da grande quantidade de linguagem chula.
Um anúncio da Barnardo's, lançado no verão de 2007, tem duas versões: uma onde se ouve um rapaz a dizer "foda-se" quatro vezes, o que é restrito a filmes classificados como "18", e outra onde um sinal sonoro da censura obscurece os palavrões, o que ainda é restrito a filmes classificados como "15" e "18".  Nenhum dos dois é permitido na televisão do Reino Unido.
Trailers de programas que contêm palavrões geralmente são censurados até bem depois do divisor de águas, e é muito raro que algum trailer use os palavrões mais severos sem censura.

### Estados Unidos
Nos Estados Unidos, a Comissão Federal de Comunicações tem o direito de regulamentar transmissões indecentes. Entretanto, a FCC não monitora ativamente as transmissões de televisão em busca de violações de indecência, nem mantém um registro das transmissões de televisão. Os relatórios devem ser documentados exclusivamente pelo público e enviados por escrito, seja por carta tradicional ou e-mail .
A FCC está autorizada a aplicar leis de indecência durante 6:00 AM a 10:00 PM Além disso, para transmissões em rede, o material ofensivo visto durante o divisor de águas em um fuso horário pode estar sujeito a multas e processos para estações em fusos horários anteriores: por exemplo, um programa com conteúdo ofensivo transmitido às 10 pm Horário do Leste / Mountain resultou em muitas estações sendo multadas por causa desse detalhe.
 Ele cai da bacia hidrográfica às 21h , horário central / horário do Pacífico . Para compensar, um canal só pode transmitir material sem censura após 1h, horário do leste dos EUA, para que a transmissão ocorra em um espaço contíguo aos Estados Unidos. Por exemplo, o Comedy Central só vai ao ar sem censura depois da 1 da manhã, de modo que o horário do leste, o horário central, o horário das montanhas e o horário do Pacífico passam das 22h.

Os canais a cabo e via satélite estão sujeitos a regulamentações sobre o que a FCC considera "obscenidade", mas estão isentos das regulamentações de "indecência" e "profanação" da FCC, embora muitos se policiem, principalmente para atrair anunciantes que seriam avessos a colocar seus anúncios em seus programas.
Algumas produções cinematográficas e televisivas contornam a exigência de um bipe de censura escrevendo diálogos em uma linguagem que o público-alvo provavelmente não entenderia (por exemplo, Firefly, de Joss Whedon, usou palavrões chineses não traduzidos para evitar ser "bipado",  enquanto os episódios de Star Trek: The Next Generation " The Last Outpost " e " Elementary, Dear Data " têm o personagem do Capitão Jean-Luc Picard proferindo a obscenidade francesa, merde, que é equivalente a "merda" em inglês).